# Border Jumpers
Als Border Jumpers (englisch für „Grenzenüberspringer“) werden Simbabwer bezeichnet, welche illegal die Grenzen ihres Landes überqueren, um nach Botswana, Sambia und vor allem nach Südafrika zu gelangen. Ursachen für dieses Phänomen sind das repressive politische Klima und die schlechte Wirtschaftslage mit Nahrungsknappheit und etwa 80 % Arbeitslosigkeit in Simbabwe unter Robert Mugabe. Die Anzahl der Border Jumpers ist nicht genau bekannt, wird aber für Südafrika auf weit über 1000 pro Tag geschätzt.
2005 lebten schätzungsweise 1,2 Millionen Simbabwer in Südafrika. Insgesamt wird die Zahl der Auswanderer auf bis zu drei Millionen oder ein Viertel der simbabwischen Bevölkerung geschätzt.
Südafrika und Botswana versuchen den Zustrom von Simbabwern mit Grenzzäunen, Polizeikontrollen und Rückschaffungen aufzuhalten. Botswana deportierte 2004 36.000 Simbabwer. Aus Südafrika wurden von Anfang 2007 bis zum Mai desselben Jahres etwa 57.600 nach Simbabwe zurückgeschafft. In vielen Fällen versuchen sie den Grenzübertritt bald darauf erneut. Während täglich etwa 1000 Simbabwer aus Südafrika rückgeschafft werden, kommen bis zu 3000 über die Grenze.
Für die beteiligten Schlepper ist das Geschäft mit den Border Jumpers einträglich.